# Primeira Pessoa (RTP)
Primeira Pessoa é um programa de entrevistas português transmitido na RTP1, com apresentação de Fátima Campos Ferreira.

## Entrevistas

### 2020
| Entrevistado/a         | Data                   | Observações | Fonte |
| ---------------------- | ---------------------- | --- | ----- |
| António Barreto        | 12 de outubro de 2020  | Cientista social, político e cronista, conhecido pelo "Lei Barreto", que reestruturou a reforma agrária |       |
| Eduardo Souto de Moura | 26 de outubro de 2020  | Arquiteto, premiado com um Pritzker em 2011 e em 2018 com o Leão de Ouro da Bienal de Veneza. |       |
| Lídia Jorge            | 9 de novembro de 2020  | Escritora e romancista, premiado com o Prémio D. Dinis (1998), Prémio P.E.N. Clube Português de Novelística (1999), Prémio Internacional Albatroz de Literatura da Fundação Günter Grass (2006), Prémio Luso-Espanhol de Arte e Cultura (2014) e Prémio FIL de Literatura em Línguas Românicas de Guadalajara (2020). |       |
| Herman José            | 23 de novembro de 2020 | Ator, humorista e entertainer |       |

### 2021
| Entrevistado/a                                                                                                  | Data                   | Observações |
| --- | ---------------------- | --- |
| Carlos Brito | 11 de janeiro de 2021  | Político |
| Rui Veloso | 1 de fevereiro de 2022 | Cantor |
| Maria José Morgado                                                                                              | 29 de março de 2021    | Magistrada |
| Fausto Bordalo Dias                                                                                             | 10 de maio de 2021     | Cantor, compositor e letrista |
| Ruy de Carvalho                                                                                                 | 12 de abril de 2021    | Ator |
| Teresa Ricou | 7 de junho de 2021     | Mulher-palhaço, artista circense e criadora da escola de circo Chapitô                                                                                         |
| Manuel Sobrinho Simões                                                                                          | 5 de julho de 2021     | Médico e investigador |
| José Pacheco Pereira                                                                                            | 12 de julho de 2021    | Político |
| Francisco Pinto Balsemão                                                                                        | 29 de julho de 2021    | Empresário, político, antigo Primeiro-Ministro de Portugal, fundador e presidente do Conselho de Administração da SIC e fundador e presidente do Grupo Impresa |
| Henrique Gouveia e Melo                                                                                         | 13 de setembro de 2021 | Militar, político e atual Almirante da Marinha Portuguesa |
| Pedro Cabrita Reis                                                                                              | 28 de setembro de 2021 | Artista |
| Primeiro ano - António Costa Silva, Maria José Morgado, Eduardo Souto de Moura, Nini Andrade Silva e Rui Veloso | 12 de outubro de 2021  | Emissão especial de aniversário do programa |
| Filipe La Féria                                                                                                 | 25 de outubro de 2021  | Encenador e dramaturgo, responsável pela revitalização do teatro ligeiro em Portugal                                                                           |
| Ana Moura | 15 de novembro de 2021 | Fadista |
| Alice Vieira | 3 de dezembro de 2021  | Jornalista, escritora e poetisa |
| Fernando Gomes                                                                                                  | 7 de dezembro de 2021  | Político |
| Manuel Cargaleiro                                                                                               | 30 de dezembro de 2021 | Pintor e Ceramista |
| Pedro Burmester                                                                                                 | 31 de dezembro de 2021 | Músico |

### 2022
| Entrevistado/a                    | Data                    | Observações |
| --------------------------------- | ----------------------- | --- |
| Pedro Burmester                   | 24 de janeiro de 2022   | Músico |
| Alberto João Jardim               | 7 de fevereiro de 2022  | Político e antigo Presidente da Região Autónoma da Madeira                                                                       |
| Mário Zambujal                    | 21 de fevereiro de 2022 | Político |
| André Jordan                      | 4 de abril de 2022      | Escritor, conhecido como "pai do turismo português"                                                                              |
| Eduardo Ferro Rodrigues           | 18 de abril de 2022     | Economista e político. Foi secretário-geral do Partido Socialista (2002-2004) e Presidente da Assembleia da República Portuguesa |
| Júlio Isidro                      | 9 de maio de 2022       | Apresentador e locutor de rádio                                                                                                  |
| Maria Emília Brebedore dos Santos | 23 de maio de 2022      | Membro do Conselho Nacional da Educação, do Conselho de Opinião da RTP e do Conselho Geral do Instituto Politécnico de Setúbal   |
| Ana Maria Caetano                 | 6 de junho de 2022      | Filha de Marcello Caetano |
| José Rentes de Carvalho           | 20 de junho de 2022     | Jornalista |
| João Bosco Mota Amaral            | 4 de julho de 2022      | Político |
| Quim Barreiros                    | 18 de julho de 2022     | Cantor |
| Elisa Ferreira                    | 12 de setembro de 2022  | Política |
| Frei Bento Domingues              | 26 de setembro de 2022  | Teólogo |
| Vhils                             | 17 de outubro de 2022   | Pintor e grafiteiro |
| Luís Valente de Oliveira          | 14 de novembro de 2022  | Político |
| António Victorino de Almeida      | 12 de dezembro de 2022  | Maestro, compositor e escritor                                                                                                   |

### 2023
| Entrevistado/a                                                                     | Data                    | Observações |
| ---------------------------------------------------------------------------------- | ----------------------- | --- |
| Paulo Macedo                                                                       | 8 de janeiro de 2023    | Político |
| Mónica Baldaque                                                                    | 23 de janeiro de 2023   | Pintora |
| Miguel Sousa Tavares                                                               | 13 de fevereiro de 2023 | Jornalista, escritor e comentador político (filho de Matilde de Melo Breyner) |
| Camané                                                                             | 27 de fevereiro de 2023 | Fadista |
| Júlio Machado Vaz                                                                  | 13 de março de 2023     | Médico psiquiatra e sexologo |
| Ricardo Pais                                                                       | 27 de março de 2023     | Ator e encenador |
| Ana Gomes                                                                          | 2 de maio de 2023       | Política |
| Manuel Sérgio                                                                      | 15 de maio de 2023      | Político |
| Carlos Fiolhais                                                                    | 29 de maio de 2023      | Cientista |
| Isabel Galriça Neto                                                                | 10 de abril de 2023     | Política |
| Graça Morais                                                                       | 3 de julho de 2023      | Pintora |
| Rui Horta                                                                          | 17 de julho de 2023     | Coreógrafo e bailarino |
| Pedro Abrunhosa                                                                    | 13 de setembro de 2023  | Cantor e compositor |
| Américo Aguiar                                                                     | 27 de setembro de 2023  | Cardeal católico e atual bispo da Diocese de Setúbal |
| Sérgio Godinho                                                                     | 11 de outubro de 2023   | Cantor |
| Pedro Cabrita Reis, Ana Gomes, Pedro Abrunhosa, Isabel Galriça Neto e Júlio Isidro | 25 de outubro de 2023   | Emissão especial de aniversário do programa |
| José Manuel Durão Barroso                                                          | 8 de novembro de 2023   | Político, professor e gestor, atual Presidente não-executivo do Banco de Goldman Sachs International. Foi Primeiro-Ministro de Portugal entre 2002 e 2004 e Presidente da Comissão Europeia de 2004 a 2014 |
| Bernardo Silva                                                                     | 22 de novembro de 2023  | Futebolista |

### 2024
| Entrevistado/a            | Data                    | Observações                                                               |
| ------------------------- | ----------------------- | ------------------------------------------------------------------------- |
| José Luís Peixoto         | 17 de janeiro de 2024   | Escritor                                                                  |
| Jorge Nuno Pinto da Costa | 31 de janeiro de 2024   | Ex-Presidente do Futebol Clube do Porto                                   |
| Carminho                  | 21 de fevereiro de 2024 | Fadista                                                                   |
| Germano Silva             | 13 de março de 2024     | Historiador e jornalista                                                  |
| Joana Vasconcelos         | 27 de março de 2024     | Artista plástica                                                          |
| Artur Santos Silva        | 10 de abril de 2024     | Jurista                                                                   |
| Joshua Ruah               | 8 de maio de 2024       | Médico e Presidente das Comunidades judaicas de Portugal durante 20 anos. |
| Rita Blanco               | 22 de maio de 2024      | Atriz                                                                     |
| David Munir               | 19 de junho de 2024     | Imã da mesquita portuguesa                                                |
| Pauleta                   | 3 de julho de 2024      | Futebolista                                                               |
| Maria Rueff               | 25 de setembro de 2024  | Atriz                                                                     |
| Mário Cláudio             | 9 de outubro de 2024    | Escritor                                                                  |
| Paulo Branco              | 23 de outubro de 2024   | Produtor de cinema                                                        |